# سوغوت‌لوکایا (پوسوف)
سوغوت‌لوکایا (به ترکی استانبولی: Söğütlükaya) یک منطقهٔ مسکونی در ترکیه است که در پوسوف واقع شده‌است.